# Pentheochaetes turbida
Pentheochaetes turbida es una especie de escarabajo longicornio del género Pentheochaetes, tribu Acanthocinini, subfamilia Lamiinae. Fue descrita científicamente por Melzer en 1935.
El período de vuelo ocurre durante los meses de mayo, junio y julio.

## Descripción
Mide 8,5 milímetros de longitud.

## Distribución
Se distribuye por Brasil, Costa Rica, Guatemala, Honduras, México, Panamá y Paraguay.